# David Faustino
David Anthony Faustino (Los Angeles, 3 marzo 1974) è un attore statunitense.
Diventato attore ancora bambino, Faustino ha presto ottenuto fama e apprezzamento, come dimostrano le 12 nomination agli Young Artist Awards, relative proprio al periodo e alle prestazioni cinematografiche degli anni giovanili della sua infanzia e adolescenza.

## Vita privata
Fratello maggiore di Michael Faustino, anche lui attore, ha sposato Andrea Elmer il 24 gennaio 2004, da cui si è poi separato dopo soli due anni.

## Filmografia

### Cinema
- Quel giardino di aranci fatti in casa (I Ought to Be in Pictures), regia di Herbert Ross (1982)
- Condannato a morte per mancanza di indizi (The Star Chamber), regia di Peter Hyams (1983)
- Men Lie, regia di John A. Gallagher (1994)
- Kiss & Tell, regia di Jordan Alan (1997)
- 12 Bucks, regia di Wayne Isham (1998)
- Disegno Criminale (Lovers and Liars), regia di Mark Freed (1998)
- Dirt Merchant, regia di B.J. Nelson (1999)
- Get Your Stuff, regia di Max Mitchell (2000)
- Impatto letale (The Heist), regia di Kurt Voss (2000)
- MacArthur Park, regia di Billy Wirth (2001)
- Killer Bud, regia di Karl T. Hirsch (2001)
- 10 Attitudes, regia di Michael O. Gallant (2001)
- Freezerburn, regia di Melissa Balin (2005)
- Pucked, regia di Arthur Hiller (2006)
- Nice Guys, regia di Joe Eckardt (2006)
- Vivere alla grande (Puff, Puff, Pass), regia di Mekhi Phifer (2006)
- Leo, regia di Joseph D. Reitman - cortometraggio (2007)
- The Hustle, regia di Deon Taylor (2008)
- Robodoc, regia di Stephen Maddocks (2009)
- Busted, regia di Coke Daniels (2009)
- Not Another B Movie, regia di John Wesley Norton (2010)
- End of the Freakin' World, regia di Sam Macaroni - cortometraggio (2012)
- Hacks, regia di John Wesley Norton (2014)
- Entourage, regia di Doug Ellin (2015)
- Bachelors, regia di Kenny Young (2015)
- Atomic Shark, regia di Lisa Palenica (2016)

### Televisione
- Atto d'amore (Act of Love), regia di Jud Taylor - film TV (1980)
- La casa nella prateria (Little House on the Prairie) - serie TV, episodio 7x05 (1980)
- The Ordeal of Bill Carney, regia di Jerry London - film TV (1981)
- Trapper John (Trapper John, M.D.) - serie TV, episodio 3x09 (1981)
- Incubo dietro le sbarre (In the Custody of Strangers), regia di Robert Greenwald - film TV (1982)
- Summer Girl, regia di Robert Michael Lewis - film TV (1983)
- Shooting Stars, regia di Richard Lang - film TV (1983)
- Fantasilandia (Fantasy Island) - serie TV, episodio 7x08 (1983)
- Casa Keaton (Family Ties)  - serie TV, episodio 2x10 (1983)
- Love Boat (The Love Boat)- serie TV, episodio 7x18 (1984)
- Velvet, regia di Richard Lang - film TV (1984)
- A cuore aperto (St. Elsewhere) - serie TV, episodio 3x03 (1984)
- P/S - Pronto soccorso (E/R) - serie TV, episodio 1x06 (1984)
- Autostop per il cielo (Highway to Heaven) - serie TV, episodio 1x14 (1985)
- I Had Three Wives - serie TV, 5 episodi (1985)
- Love, Mary, regia di Robert Day - film TV (1985)
- Top Secret (Scarecrow and Mrs. King) - serie TV, episodio 3x07 (1985)
- Ai confini della realtà (The Twilight Zone) - serie TV, episodio 2x05 (1986)
- Disneyland - serie TV, episodi 30x11-31x23 (1986-1987)
- La moglie di Boogedy (Bride of Boogedy), regia di Oz Scott – film TV (1987)
- Parker Lewis (Parker Lewis Can't Lose) - serie TV, episodio 1x09 (1990)
- Perfetta armonia (Perfect Harmony), regia di Will Mackenzie - film TV (1991)
- Top of the Heap - serie TV, episodio 1x01 (1991)
- CBS Schoolbreak Special - serie TV, episodi 4x01-10x02 (1986-1992)
- La legge di Burke (Burke's Law) - serie TV, episodio 1x07 (1994)
- Robin's Hoods - serie TV, episodio 1x03 (1994)
- Fatal Vows: The Alexandra O'Hara Story, regia di John Power - film TV (1994)
- Alien Nation: Millennium, regia di Kenneth Johnson - film TV (1996)
- Dead Man's Island, regia di Peter Roger Hunt - film TV (1996)
- MADtv - serie TV, episodio 2x21 (1997)
- Sposati... con figli (Married with Children) - serie TV, 259 episodi (1987-1997)
- Jesse - serie TV, episodio 1x11 (1999)
- La nuova famiglia Addams (The New Addams Family) - serie TV, episodio 1x34 (1999)
- E vissero infelici per sempre (Unhappily Ever After) - serie TV, episodio 5x17 (1999)
- Nash Bridges - serie TV, 2 episodi (2000)
- F.B.I. Protezione famiglia (Cover Me: Based on the True Life of an FBI Family) - serie TV, 3 episodi (2000-2001)
- Going to California - serie TV, episodio 1x07 (2001)
- X-Files (The X Files) - serie TV, episodio 9x18 (2002)
- The Rerun Show - serie TV, episodio 1x06 (2002)
- The Bernie Mac Show - serie TV, episodio 3x09 (2004)
- The Help - serie TV, 5 episodi (2004)
- One on One - serie TV, 2 episodi (2005)
- The Boston Strangler (Boston Strangler: The Untold Story), regia di Michael Feifer - film TV (2008)
- Star-ving - serie TV, 12 episodi (2009)
- Entourage - serie TV, 2 episodi (2004-2009)
- Totally Tracked Down - serie TV, episodio 1x10 (2010)
- Clunkers - serie TV, episodio 1x04 (2011)
- Working Class - serie TV, episodio 1x11 (2011)
- Modern Family - serie TV, episodio 4x16 (2013)
- Bad Samaritans - serie TV, 5 episodi (2013)
- The Exes - serie TV, episodio 4x15 (2015)
- TMI Hollywood - serie TV, episodio 6x31 (2016)
- Saltwater, regia di A.B. Stone - film TV (2016)
- Sharknado 4 (Sharknado 4: The 4th Awakens), regia di Anthony C. Ferrante - film TV (2016)
- Bones - serie TV, episodio 12x10 (2017)
- Febbre d'amore (The Young and the Restless) - serie TV, 8 episodi (2017)

## Doppiatori italiani
Nelle versioni in italiano delle opere in cui ha recitato, David Faustino è stato doppiato da:
- Alessandro Tiberi in La moglie di Boogedy, Sposati... con figli (1ª voce)
- Massimiliano Alto in Sposati... con figli (2ª voce)
- Nanni Baldini in F.B.I. Protezione famiglia
- Marco Baroni in X-Files